# Artur Bagdasarov
Artur Rafaelovič Bagdasarov, rus. Артур Рафаэлович Багдасаров (Baku, 2. prosinca 1958.), ruski jezikoslovac podrijetlom Armenac; kroatist, slavist i sociolingvist

## Životopis
Studij slavistike završio je 1981. na Fakultetu filologije na Sveučilištu u Sankt-Peterburgu. Doktorirao je na Moskovskom državnom sveučilištu Lomonosov (1992.) s tezom o razlikama između hrvatskoga i srpskoga jezika, s naglaskom na leksik. Predavao je hrvatski jezik i sociolingvistiku na nekoliko fakulteta u Moskvi.
Sustavno proučava suvremeni hrvatski standardni jezik i njegovu povijest u područjima sociolingvistike, leksikologije i leksikografije. Sudjelovao je na brojnim slavističkim skupovima u Rusiji i Hrvatskoj. Objavio je više od 300 radova: knjiga, priručnika, članaka, prikaza, priloga u kroatističkim i ruskim časopisima i zbornicima, uglavnom o pitanjima suvremenoga hrvatskoga jezika i njegove norme, pravopisa, jezične politike. Kao vanjski suradnik surađivao je u tjedniku Hrvatsko slovo (Zagreb) i u časopisu Riječ (Rijeka). Aktivno objavljuje svoje znanstveno-popularne članke na portalu Hrvatskoga kulturnoga vijeća. Hrvatskoj javnosti približava armensku povijest i kulturu knjigama i člancima u elektroničkim medijima na hrvatskom jeziku. Prvi je u Rusiji objavio hrvatsko-ruske rječnike (od 1989. u mnogim ponovljenim, prerađenim i dopunjenim izdanjima) te znanstvene knjige o hrvatskom književnom jeziku.
Objavljuje svoje istraživačke radove u mnogim jezikoslovnim i znanstveno-popularnim časopisima kao što su: Bašćina, Crkva u svijetu, Croatica et Slavica Iadertina, Filologija, Fluminensia, Fokus, Forum, Glas Koncila, Hrvatska revija, Hrvatski tjednik, Hrvatsko slovo, Jezik, Kaj, Kolo, Kroatologija, Lahor, Školske novine, Zadarska smotra i dr.
Od 2019. godine član je uredničkoga savjeta znanstvenoga časopisa Kroatologija, a od 2025. uredničkoga vijeća časopisa za kulturu hrvatskoga književnog jezika Jezik.

## Djela
- 1990. Национально-территориальные варианты сербско-хорватского языка: Учебное пособие. Moskva: ВУ. (68 str.)
- 1994. Речевая практика: Gрамматический аспект: Учебное пособие. Moskva: AEФП. ("Govorna praksa: Gramatički aspekt: Udžbenik", 234 str.)
- 1999. Хорватско-русский словарь: Hrvatsko-ruski rječnik. Moskva: Муравей-Гайд. (304 str.)
- 2001. Хорватско-русский словарь: A-Ž. Drugo prerađeno i prošireno izdanje. Moskva: Интердиалект+. ("Hrvatsko-ruski rječnik: A-Ž", 420 str.)
- 2003. Хорватско-русский словарь: Hrvatsko-ruski rječnik. Moskva: Астрель. (192 str.)
- 2004. Хорватский литературный язык второй половины XX века. Moskva: ВТИ. ("Hrvatski književni jezik druge polovice 20. stoljeća", 164 str.)
- 2004. Русско-хорватский разговорник для туристов: Rusko-hrvatski priručnik za turiste. Moskva: ЦНИИИ. (110 str.)
- 2006. Хорватский язык: Краткий грамматический справочник. Moskva: ВТИ. ("Hrvatski jezik: Kratki gramatički vodič", 136 str.)
- 2006. Хорватский разговорник. Moskva: Астрель. ("Hrvatski za konverzaciju ", 250 str.)
- 2007. Новый хорватско-русский словарь: Novi hrvatsko-ruski rječnik. Moskva: ВТИ. (392 str.)
- 2010. Hrvatski književni jezik i njegova norma. Rijeka: Hrvatsko filološko društvo. (196 str.)
- 2010. Хорватско-русский словарь: Hrvatsko-ruski rječnik. Moskva: АСТ. (384 str.)
- 2011. Хорватский язык: Начальный курс. Sankt Peterburg: Издательство Kapo. ("Hrvatski jezik: Početni tečaj", 253 str., ²2011.)
- 2012. Элементарная грамматика хорватского языка. Moskva: Астрель. (Osnove gramatike hrvatskoga jezika", 96 str.)
- 2014. Pogled iz Rusije. Rijeka: Maveda. (191 str.)
- 2015. Armenija – domovina Sv. Vlaha. Dubrovnik: Matica hrvatska. (U suautorstvu s Vinicijem B. Lupisom, 272 str.)
- 2016. Armenske poslovice. Split: Naklada Bošković. (64 str.)
- 2018. Armenija: Noina zemlja: Kultura i povijest. Zagreb: Školska knjiga. (275 str.)
- 2020. Hrvatski jezik: Pogled iz Rusije: Хорватский язык: Взгляд из России. Moskva: Издательство МБА. (388 str.)
- 2021. Armenska Katolička Crkva: Kratki pregled. Zagreb: Fakultet hrvatskih studija. (142 str.)
- 2022. Хорватско-русский словарь: Hrvatsko-ruski rječnik: A-Ž. Moskva: Издательство МБА. (720 str.)
- 2023. Hrvatski iz drugoga kuta. Zagreb: Hrvatska sveučilišna naklada (193 str.)

## Nagrada
- 2009. Godišnja nagrada za promicanje hrvatske kulture u svijetu, zajedno s Leopoldom Auburgerom.[2]